# Бандак, Янина Викентьевна
Янина Викентьевна Бандак (15 октября 1909, д. Телешевичи, Дзержинский район — 7 апреля 1982) — телятница колхоза имени Дзержинского Дзержинского района Минской области, Белорусская ССР. Герой Социалистического Труда (1966) .
В 1944—1974 годах — телятница колхоза им. Дзержинского Дзержинского района.
Указом Президиума Верховного Совета СССР от 22 марта 1966 года за успехи в увеличении производства и заготовок сельскохозяйственной продукции была удостоена звания Героя Социалистического Труда с вручением ордена Ленина и золотой медали «Серп и Молот».
Депутат Верховного Совета БССР в 1963—1967 годах.
Умерла 7 апреля 1982 года. Похоронена на Дягильнянском кладбище в городе Дзержинск Минской области.